# National Investigation Agency
La National Investigation Agency (NIA) est une agence centrale créée par le gouvernement indien pour lutter contre le terrorisme en Inde. 
Elle agit en tant qu'organisme répressif central contre le terrorisme. L'agence est habilitée à traiter des crimes liés au terrorisme dans plusieurs États sans autorisation spéciale des États. L'Agence a été créée avec l'adoption de la loi de 2008 sur les agences nationales d'enquête par le Parlement indien le 31 décembre 2008,,,.
La NIA a été créée après les attaques terroristes de Mumbai en 2008, alors que le besoin d'un organisme central de lutte contre le terrorisme était ressenti. Le taux de condamnation de cette agence antiterroriste est actuellement[évasif] de 95 %, qui a réussi à faire condamner 167 accusés dans les 185 affaires qu’elle a enregistrées depuis sa création.

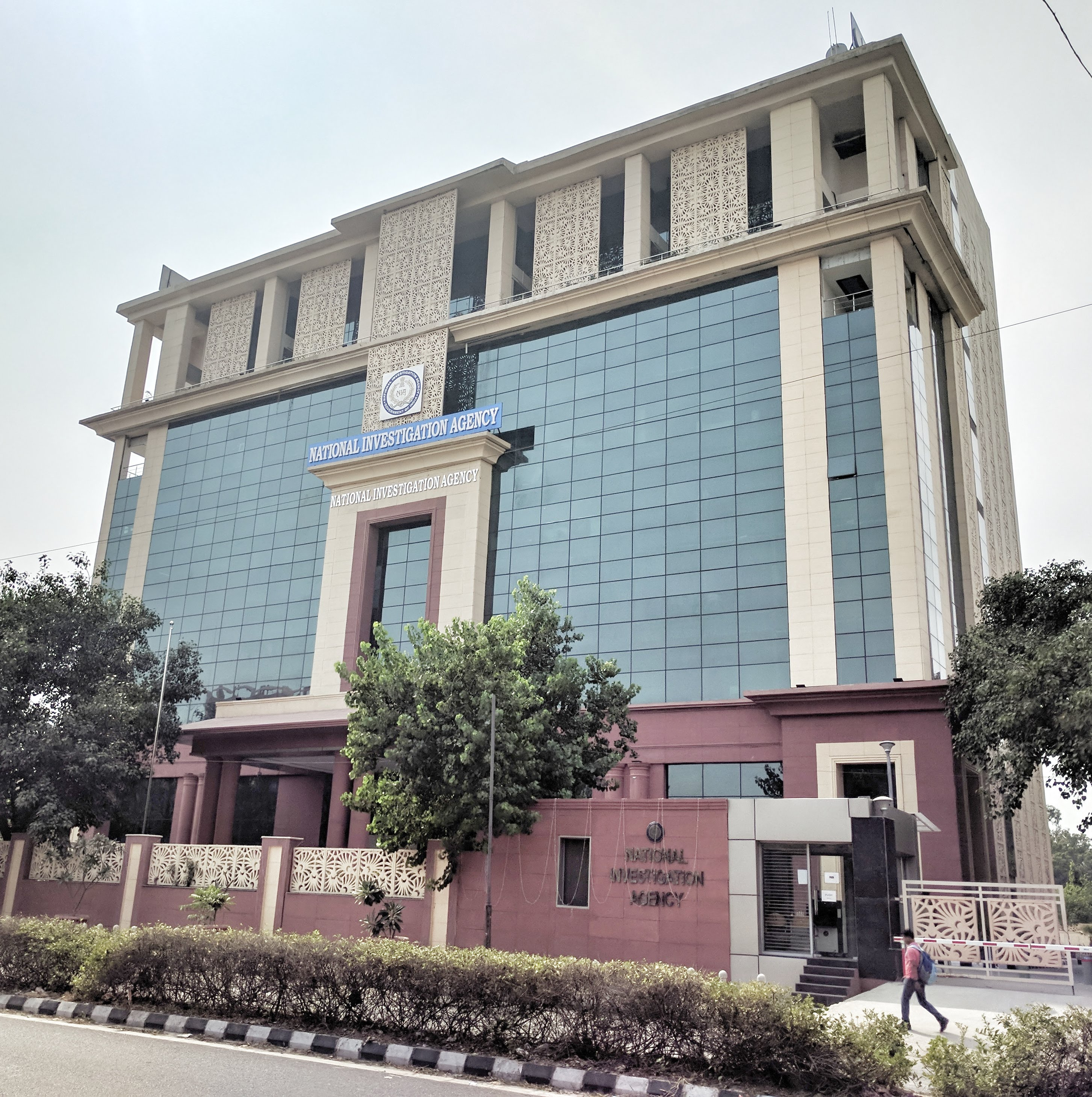
Siège de la NIA à New Delhi

Radha Vinod Raju, directeur général fondateur de la NIA, a exercé ses fonctions jusqu'au 31 janvier 2010. Il a été remplacé par Sharad Chandra Sinha, en mars 2013. En juillet 2013, Sharad Kumar a été nommé chef de la National Investigation Agency. En septembre 2017, Yogesh Chander Modi a été nommé chef de la NIA.

## Adoption du projet de loi
Un projet de loi sur la création de l'Agence nationale d'enquête a été adopté par le Parlement en décembre 2008. Selon le projet de loi, la NIA a une compétence concurrente qui habilite l'Agence centrale à enquêter sur des attaques terroristes dans n'importe quelle partie du pays, couvrant les infractions, y compris les atteintes à la souveraineté et à l'intégrité du pays, les attentats à la bombe, le détournement d'aéronefs et de navires, les attaques contre des installations nucléaires. Les amendements à la loi sur la NIA ont fait de la définition de la loi sur le terrorisme une infraction visant la contrebande de monnaie indienne de haute qualité contrefaite, qui vise à nuire à la stabilité monétaire du pays. La NIA peut donc ouvrir une enquête.
Le personnel au sol de l'agence dans la capitale nationale pourrait provenir du personnel central et des organismes de sécurité existants, tandis que dans les États, une délégation permanente de la police d'État pourrait être engagée.
Le projet de loi sur les agences nationales d’enquêtes et le projet de loi portant modification des activités illégales (prévention) le mardi 30 décembre 2008 sont devenus des lois, la Présidente Pratibha Patil ayant donné son assentiment à la loi adoptée lors de la dernière législature.
L'agence vise à être un organisme d’investigation tout à fait professionnel, répondant aux meilleures normes internationales. Elle vise à établir les normes d'excellence en matière de lutte contre le terrorisme et d'autres enquêtes liées à la sécurité nationale au niveau national en développant un effectif hautement qualifié et axé sur les partenariats. Elle vise également à dissuader les potentiels groupes/individus terroristes et existants. Son objectif est de constituer un entrepôt de toutes les informations relatives au terrorisme.

## Poursuites judiciaires
L'agence a été habilitée à mener des enquêtes et à engager des poursuites concernant des infractions aux lois énoncées dans l'annexe de la loi sur la NIA. Un gouvernement d’État peut demander au gouvernement central de confier l’enquête sur une affaire à la NIA, à condition que l’affaire ait été enregistrée pour les infractions visées à l’annexe de la loi sur la NIA. Le gouvernement central peut également ordonner à la NIA de mener une enquête sur toute infraction prévue dans l’Inde. Les officiers de la NIA issus du Indian Revenue Service, du Indian Police Service, de la police d’État et de l’impôt sur le revenu, ainsi que les officiers des forces de police armées centrales, disposent de tous les pouvoirs, privilèges et responsabilités que les policiers ont en matière de toute infraction.

## Tribunaux d'exception de la NIA
Le Gouvernement central indien a notifié à plusieurs tribunaux d'exception les affaires enregistrées dans divers commissariats de police de la NIA aux termes des articles 11 et 22 de la loi de 2008 sur la NIA. Toute question relative à la compétence de ces tribunaux est tranchée par le gouvernement central. Ceux-ci sont présidés par un juge nommé par le gouvernement central sur recommandation du président de la Haute Cour de la Haute Cour compétente dans cette région. La Cour suprême de l'Inde a également été habilitée à transférer les affaires d'un tribunal spécial à un autre tribunal spécial, à l'intérieur ou à l'extérieur de l'État, si cela est dans l'intérêt de la justice compte tenu de la situation qui prévaut dans un État donné. Les tribunaux spéciaux de la NIA sont investis de tous les pouvoirs conférés au tribunal de session par le Code de procédure pénale de 1973 pour le jugement de toute infraction.
Les procès de ces tribunaux ont lieu quotidiennement, tous les jours ouvrables. Ils ont préséance sur toute autre affaire engagée contre l'accusé par tout autre tribunal (qui ne constitue pas un tribunal spécial) et doivent être conclus de préférence procès de cet autre cas. Un appel d'un jugement, d'une sentence ou d'une ordonnance d'un tribunal spécial, qui n'est pas une ordonnance interlocutoire, est susceptible d' appel devant la High Court, tant en fait qu'en droit. Un tel appel peut être entendu par une chambre de division composée de deux juges de la Haute Cour. Il existe actuellement 38 tribunaux spéciaux de la NIA. Les gouvernements des États ont également été habilités à nommer un ou plusieurs tribunaux spéciaux de ce type dans leurs États.

## Succès récents de NIA
En 2012, la NIA, avec l'aide d'Interpol et des services de renseignement saoudiens, a arrêté avec succès des terroristes, à savoir: Abu Jundal alias Abu Hamza (ressortissant pakistanais), Fasih Mohammad et Yaseen Bhatkal (Moudjahidines indiennes). Yaseen Bhatkal a été arrêtée et mise en accusation par l'officier enquêteur Vikas Vaibhav.
En 2013, la NIA a réussi à arrêter deux membres éminents de moudjahidines indiens, à savoir Ahmed Siddibappa Zaraar alias Yasin Bhatkal et Asadullah Akhtar alias Haddi, originaires d'Indo-Népal au Bihar, le 29 août 2013. Ces deux personnes ont joué un rôle déterminant dans la commission de plusieurs attaques terroristes dans le pays au cours des dernières années, sous la bannière des moudjahidines indiens, une organisation terroriste interdite.
En 2014, les enquêteurs de la NIA ont commencé à enquêter sur le complot organisé par la Jamaat-Ul-Mujahideen Bangladesh (JMB), une organisation terroriste interdite au Bangladesh, qui conspirait pour étendre son réseau terroriste dans les États indiens du Bengale occidental, d'Assam et de Jharkhand. Le complot terroriste en Inde visait le recrutement, la radicalisation et la formation de jeunes Indiens vulnérables à l'idéologie djihadiste violente et aux actes terroristes, la collecte de fonds pour les activités organisationnelles en Inde et leur formation à la fabrication et à l'utilisation d'engins explosifs improvisés (IED) et d'armes à feu pour actes terroristes. Jusqu'à présent, la NIA a arrêté 20 personnes dans l'affaire et 27 accusés ont été inculpés pour leur rôle dans le complot, dont 5 ressortissants bangladais. La NIA recherche et reçoit activement la coopération du gouvernement du Bangladesh et des organismes chargés de l'application de la loi dans les enquêtes en cours.
La NIA est active dans la guerre contre le terrorisme au Jammu-et-Cachemire. Le 18 janvier 2018, la NIA a déposé plainte contre 12 personnes, dont le chef du groupe terroriste Lashkar-e-Taiba , Hafiz Saeed, et le chef du groupe Hizbul Mujahideen, Syed Salahuddin,. Cette fiche d’accusation a été déposée après près de huit mois d’enquêtes couvrant six États indiens, au cours desquelles plus de 300 témoins ont été interrogés, 950 «pièces à conviction» et 600 appareils électroniques ont été saisis. La NIA a également déclaré que la guerre contre le terrorisme au Cachemire ne concerne pas uniquement le financement du terrorisme, mais bien un complot visant à faire la guerre à l'Inde. Au cours de l'enquête, la NIA a arrêté pour la première fois des personnes présumées impliquées dans des écorchures, dont le photojournaliste du Cachemire, Kamran Yusuf,,.